# Castelul Solymosy din Mocrea
Castelul Solymosy din Mocrea este un ansamblu de monumente istorice aflat pe teritoriul satului aparținător Mocrea, orașului Ineu.
Ansamblul este format din două monumente:
- Castelul Solymosy (cod LMI AR-II-m-B-00630.01)
- Parc (cod LMI AR-II-m-B-00630.02)